# Van Wijngaardenova transformace
Van Wijngaardenova transformace je v matematice a numerické matematice varianta Eulerovy transformace používané pro zrychlení konvergence alternujících řad.

Jeden z algoritmů pro výpočet Eulerovy transformace funguje takto: 
Vypočítá řádek částečných součtů {\displaystyle s_{0,k}=\sum _{n=0}^{k}(-1)^{n}a_{n}} a vytváří řádky průměrů mezi sousedy {\displaystyle s_{j+1,k}={\frac {s_{j,k}+s_{j,k+1}}{2}}} První sloupec {\displaystyle s_{j,0}} pak obsahuje částečné součty z Eulerovy transformace.
Přínos Adriaana van Wijngaardena spočívá v tom, že upozornil, že je lepší neprovádět tento postup až do úplného konce, ale zastavit jej ve dvou třetinách. Pokud jsou známy členy {\displaystyle a_{0},a_{1},\ldots ,a_{12}}, pak {\displaystyle s_{8,4}} je skoro vždy lepší aproximací součtu než {\displaystyle s_{12,0}}. V mnoha případech diagonální členy v jednom cyklu nekonvergují, takže průměrování je třeba zopakovat s diagonálními členy umístěnými do řádku. (To bude potřebné v geometrické řadě s kvocientem {\displaystyle -4}.) Tento proces opakovaného průměrování částečných součtů může být nahrazen použitím vzorce pro výpočet diagonálního členu.

## Příklad
Jednoduchým příkladem je Leibnizův vzorec pro výpočet čísla pí (vycházející z Taylorova polynomu funkce arkus tangens) 
| {\displaystyle {\mbox{arctg}}(1)=1-{\frac {1}{3}}+{\frac {1}{5}}-{\frac {1}{7}}+\cdots ={\frac {\pi }{4}}=0.7853981\ldots } | \| \| \| \| \| \| \| \| | (1) |
| |                         |     |
| |                         |     |

 Výše popsaný algoritmus vytvoří následující tabulku:
| 1.00000000 | 0.66666667 | 0.86666667 | 0.72380952 | 0.83492063 | 0.74401154 | 0.82093462 | 0.75426795 | 0.81309148 | 0.76045990 | 0.80807895 | 0.76460069 | 0.80460069 |
| 0.83333333 | 0.76666667 | 0.79523810 | 0.77936508 | 0.78946609 | 0.78247308 | 0.78760129 | 0.78367972 | 0.78677569 | 0.78426943 | 0.78633982 | 0.78460069 |            |
| 0.80000000 | 0.78095238 | 0.78730159 | 0.78441558 | 0.78596959 | 0.78503719 | 0.78564050 | 0.78522771 | 0.78552256 | 0.78530463 | 0.78547026 |            |            |
| 0.79047619 | 0.78412698 | 0.78585859 | 0.78519259 | 0.78550339 | 0.78533884 | 0.78543410 | 0.78537513 | 0.78541359 | 0.78538744 |            |            |            |
| 0.78730159 | 0.78499278 | 0.78552559 | 0.78534799 | 0.78542111 | 0.78538647 | 0.78540462 | 0.78539436 | 0.78540052 |            |            |            |            |
| 0.78614719 | 0.78525919 | 0.78543679 | 0.78538455 | 0.78540379 | 0.78539555 | 0.78539949 | 0.78539744 |            |            |            |            |            |
| 0.78570319 | 0.78534799 | 0.78541067 | 0.78539417 | 0.78539967 | 0.78539752 | 0.78539847 |            |            |            |            |            |            |
| 0.78552559 | 0.78537933 | 0.78540242 | 0.78539692 | 0.78539860 | 0.78539799 |            |            |            |            |            |            |            |
| 0.78545246 | 0.78539087 | 0.78539967 | 0.78539776 | 0.78539829 |            |            |            |            |            |            |            |            |
| 0.78542166 | 0.78539527 | 0.78539871 | 0.78539803 |            |            |            |            |            |            |            |            |            |
| 0.78540847 | 0.78539699 | 0.78539837 |            |            |            |            |            |            |            |            |            |            |
| 0.78540273 | 0.78539768 |            |            |            |            |            |            |            |            |            |            |            |
| 0.78540021 |            |            |            |            |            |            |            |            |            |            |            |            |

To odpovídá následujícím výstupům:
| Algoritmus                      | Použitý člen             | Hodnota {\displaystyle {\frac {\pi }{4}}} | Relativní chyba |
| ------------------------------- | ------------------------ | ----------------------------------------- | --------------- |
| Naivní částečné součty          | {\displaystyle s_{0,12}} | 0.8046006...                              | +2,4%           |
| Eulerova transformace           | {\displaystyle s_{12,0}} | 0.7854002...                              | +2,6×10−6       |
| van Wijngaardenova transformace | {\displaystyle s_{8,4}}  | 0.7853982...                              | +4,7×10−8       |

### Litaratura
- VAN WIJNGAARDEN, Adriaan. Cursus: Wetenschappelijk Rekenen B, Proces Analyse. Amsterdam: Stichting Mathematisch Centrum, 1965. (nizozemsky)